# San Mauro Castelverde
San Mauro Castelverde es una localidad italiana de la provincia de  Palermo, región de Sicilia, con 1.737 habitantes.

Ubicación de la ciudad de San Mauro Castelverde dentro de la provincia de Palermo.

## Evolución demográfica
| Gráfica de evolución demográfica de San Mauro Castelverde entre 1861 y 2011 |
|                                                                             |
| Fuente ISTAT - Elaboración gráfica por parte de Wikipedia                   |

## Ciudades Hermanas
San Mauro Castelverde posee ciudades hermanas con otras ciudades del mundo: 
- Quilmes (Argentina)
- Rush (Irlanda)